# Ельсніц (Рудні Гори)
Ельсніц (нім. Oelsnitz) — місто в Німеччині, розташоване в землі Саксонія. Входить до складу району Рудні Гори.
Площа — 26,28 км2. Населення становить 10 983 ос. (станом на 31 грудня 2020).